# 料理・グルメ漫画

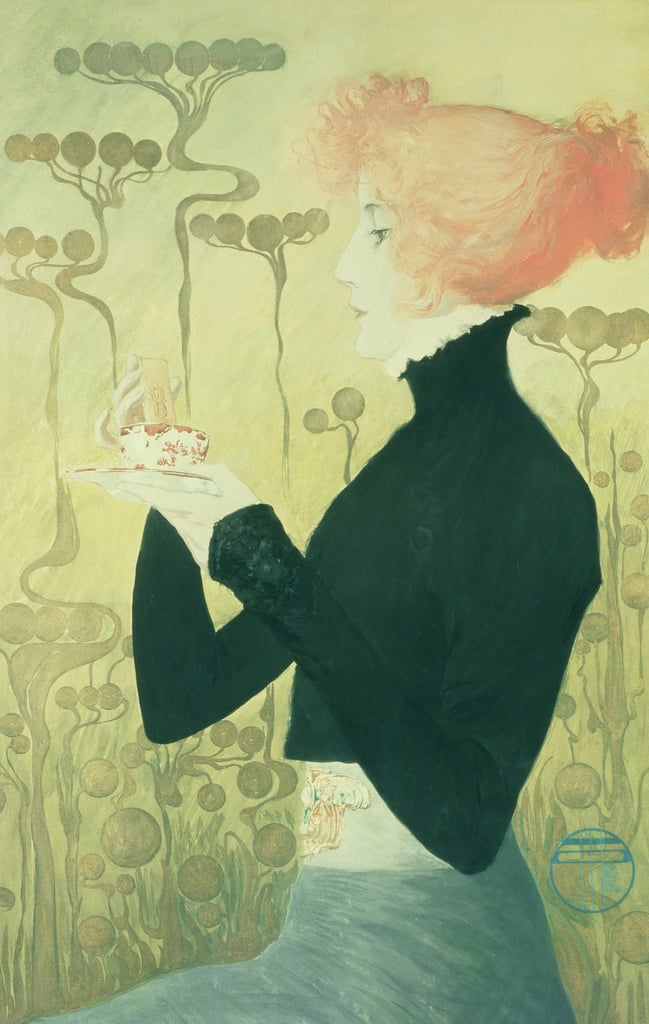
マニエル・オラージ作「サラ・ベルナール」1895年頃

料理漫画（りょうりまんが）あるいはグルメ漫画（グルメまんが）は、料理、料理人、食材など食に関することを主題にした漫画を指す。
食事や料理自体がからむ人間ドラマだけでなく、食をめぐる社会問題、環境問題、文化をテーマとするものもある。ジャンルとして確立された現在では週刊誌各誌に一本は連載があるという状況を生み出している。

作品によっては料理のレシピが詳細に明かされた料理本も存在する。実際に、漫画をもとにした『美味しんぼの料理本』（小学館）、『クッキングパパのレシピ366日』（講談社）などが発売されているほか、料理漫画の料理を実際につくってまとめた本も出版されている。

## 定義
食は人類に欠かすことのできない根源的なものであり、様々な角度から漫画に反映させることがでるが、一般に料理漫画には対決や（飲食店の）経営、（食事をつくる相手への）愛、（食材についての知識をもとにした）謎などのテーマがみられる。印象的な料理が登場する漫画やタイトルに料理の名前を冠した作品は多いが、漫画研究者の斎藤宣彦はそれらを料理漫画には含めない。斎藤が重視するのは次の3点である。
たとえば石ノ森章太郎が1959年（昭和34年）に『トンカツちゃん』というギャグ漫画を描いており、石ノ森自身も「初の食欲増進マンガ」と称していたが、斎藤はこの作品を料理漫画の起源としては扱っていない。

## 歴史

### 起源
また斎藤宣彦によれば、料理漫画は望月三起也の『突撃ラーメン』と一ノ木アヤ原作で萩尾望都が画を担当した『ケーキ ケーキ ケーキ』をもって嚆矢とする。どちらも1970年（昭和45年）に連載が始まり、少年漫画と少女漫画とで同時期に料理をサブジャンルとしてもつ作品が誕生したことになる。やはり最初期の料理漫画であるビッグ錠の『包丁人味平』（1973年（昭和48年））に先駆けてこのテーマで漫画を書くことになった望月は、当時『週刊少年ジャンプ』の編集長だった長野規にアドバイスを受けたと述懐している。
『突撃ラーメン』は戦争アクションであり、『ケーキ ケーキ ケーキ』はミュージカルを題にとって身体の動きを演出にとりいれていた。料理漫画はアクションものとして生まれたのである。それは「味」を表現するためには必然ともいえる出自だった。

### 味とリアクション
料理漫画（望月によれば「食モノ」「味モノ」）が初めて意識的に描かれるとは、初めてその困難が意識されることでもあった。紙というメディアでは、料理の見た目というごく一部の側面しか描写できない。すでに新人作家ではない望月も例外ではなかった。
『突撃ラーメン』ではロシアのスープ料理ボルシチを登場させるときには日露戦争のアクションシーンがバックに描かれ、『ケーキ ケーキ ケーキ』でもケーキの美味しさがミュージカル調で描写される。料理そのものである味も香りも漫画では表現できないため、「美味しさ」を描くことができないという難しさが料理漫画にはあることをすでに黎明期の漫画家は味わっていた。それを克服するのが料理を食べた人間の解説であり、「リアクション」だ。最初の料理漫画である『ケーキ ケーキ ケーキ』でもケーキの美味しさを味わったキャラクターが「ミュージカル仕立てで歌い踊る」が、この「リアクション」の表現を極端なまでに推し進めたのが寺沢大介である。『ミスター味っ子』の料理を食べた「解説者」の激しいリアクションは料理漫画の新たな「リアリティのありどころ」となった。そして『ミスター味っ子』の、特にアニメ版における「伝説的な」誇張が施された過剰な反応をもって「美味しさ」を表現するやり方は『焼きたて!!ジャぱん』などへと受け継がれ、大きな影響力を持った」。なかでも中華料理は相性がよく、『鉄鍋のジャン!』や『中華一番!』などは途方もないレシピとリアクションのぶつかりあいでありながら、そこには料理漫画としての正当性も感じられる作品だった。こういった異端と正統のバランス感覚はゆでたまごの『グルマンくん』にもみてとれるだろう。

### 魔球としての料理
そしてここで興味深いのはすでに『ケーキ ケーキ ケーキ』において「料理対決」が行われていることである。この手法は続く『包丁人味平』で一応の完成をみることになるのだが、主人公が何かのきっかけで「対決」に参加して料理やレシピをつくり、審査員が味の「解説」をして、「勝負」がつくという流れは料理漫画の様式美となるのである。とはいえ、これは広く漫画の歴史のなかでみるならば全く新しい手法ではない。対決や実況、解説、そして勝負という図式はつまり「スポ根」を踏襲したものであり、具体的には斎藤宣彦らが考えるように、野球漫画で生み出された「試合」や「実況」を換骨奪胎したものだ。そして試合に勝つためのインパクトの強い料理とはすなわち「必殺技」であり、奇想天外な「魔球」なのである。料理漫画の歴史はこうして野球漫画のそれと接続されるのだが、1980年代に入ると新たな構造をもった作品が生まれる。

### 美味しんぼの登場
1980年代になると漫画の外では外食が根づき、「グルメ・ブーム」が生まれていた。その流れをつくりだす原動力の一つともなり、また自らその流れにのったのが『美味しんぼ』（1983年（昭和58年））である。この頃に『ザ・シェフ』、『クッキングパパ』なども成功をおさめ、『美味しんぼ』の主人公たちが目指す料理の「究極」は時代の流行語ともなるほどジャンル全体が盛り上がりをみせた。料理漫画としての『美味しんぼ』の登場は野球漫画のスタイルに頼らないという点でも、いかにも漫画的なアイディア勝負やリアクションをしないという点でも画期的だった。主人公が料理人ではなく、農薬や捕鯨、さらには東アジアの歴史問題まで絡めたあまりにも政治的すぎるメッセージを含んでいたこの作品は、しかし同時に食の本質や食材の知識を問う点で実に料理漫画的だった。後の料理漫画へ強い影響力をもったのは、トリヴィアルな蘊蓄をつめこむ「情報漫画」でもあったからである。雁屋哲がグルメブームを批判するために原作をつとめたはずだったが、『美味しんぼ』の誕生によって料理漫画はついに「グルメ漫画」と呼ばれるに至るのである。

### 職人から批評家へ
料理漫画の最初期の作品である『包丁人味平』は、「職人」を描いた漫画としてもごく早い時期に発表されていたことを考えると、『美味しんぼ』にはもう一つの新しさが浮かび上がる。漫画的な誇張がされながらも、修行と経験を積んで高度な技術をふるい、さらには店を開き繁盛させるというビジネスマンとしての側面をもつプロフェッショナルを主人公として、（少年の）読者に向けて「大人の世界」を描くという「職人もの」の流れを料理漫画は汲んでおり、それはアイディア料理が中心になっていく『ミスター味っ子』にも受け継がれている。しかし、『美味しんぼ』の主人公である山岡士郎やライバルであるその父親の海原雄山はその流れを断ち切るキャラクターである。山岡は確かに普通以上の料理の腕前をもつが、それはあくまでも彼の知識やセンスなどによるものであり、例えば求道的な職人のように日々鍛錬を怠らないといった描写は出てこない」。新たな料理漫画である「グルメ漫画」の主人公は、基本的には料理をつくらず、料理やその味、食材についての知識や情報を語り、食の本質を論じてみせる批評家になることでその主人公性を獲得するのである。さらにそれは料理の味を表現する手段が絵からセリフのレベルに移されることを意味していた。つまり寺沢大介のようなリアクションの画面的な過剰さは、「美味しんぼ」においては「まったりとして…」といった台詞に代表されるように形容表現の過剰さとして現れるのである。そして絵はその「情報性」をそこなわないためにきわめて抑制して描かれ、絵と文の関係が逆転した。

### 料理漫画の新世代
野球漫画の構造を取り込んだ『庖丁人味平』によってパターンが確立され、評論家を主人公にした『美味しんぼ』が新たな歴史をつくった料理漫画は、多様な作品がいまも書かれ続け、「雑学」「レシピ」「大食い」「日常」などジャンルの細分化すら起こっている。どの週刊誌にも料理漫画が連載されているように、いまやこのジャンルは漫画にとって欠かせないものとなったのだ。『美味しんぼ』を経験した料理漫画の新世代は、「主人公が料理をするとは限らないため」、料理という語がとれて「食マンガ」といった名称で呼ばれ始めている。さらに究極の味を追い求めるグルメ漫画への反動として、より身近で低価格な料理や家庭料理を焦点にした漫画が増え始めた。またラーメンをテーマにした『ラーメン発見伝』や駅弁をテーマにした『駅弁ひとり旅』といった一つの料理に絞った作品も登場している。芝田隆広は新たな世代の「食マンガ」の特徴として、漫画的な誇張がされていても実際に購入したり調理すれば食べられる料理や、味や素材にこだわりがあってもあくまで身近な料理に手をかける点を挙げている。